# Pierce Butler
Pierce Butler (Carlow megye, Írország, 1744. július 11. – Philadelphia, 1822. február 15.) az Amerikai Egyesült Államok szenátora (Dél-Karolina, 1789–1796 és 1802–1804).

## Pályafutása

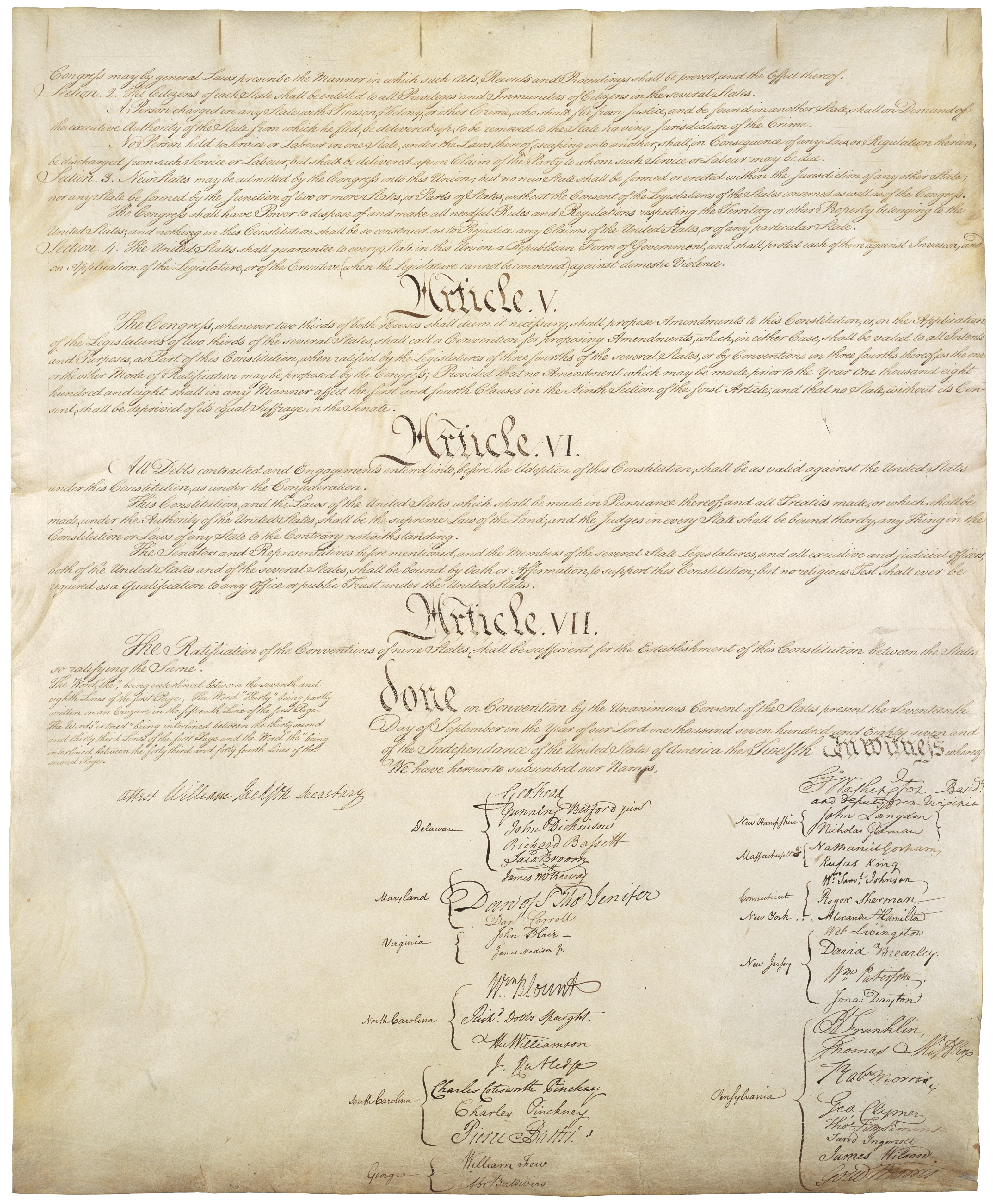
Az amerikai alkotmány eredeti példányának utolsó lapja. A dél-karolinai aláírók között utolsóként szerepel Pierce Butler kézjegye

1744-ben Írországban született. Iskolái elvégzése után katonatiszt lett a brit hadseregben, és ebben a minőségében került 1758-ban Amerikába. A függetlenségi háború előtt lemondott tiszti rangjáról és a dél-karolinai Charlestonban ültetvényes lett. A háborúban az amerikaiak oldalán állt. A függetlenség kivívása után 1787-ben a Kontinentális kongresszus küldöttje volt, és Philadelphiában részt vett az alkotmányozó nemzetgyűlésen. Az eredeti alkotmány egyik aláírója.
1789-ben Dél-Karolina képviseletében beválasztották az újonnan létrejött Szenátusba. Az alkotmány előírása szerint a szenátorokat hat évre választják, de a szenátus indulásakor a szenátorokat három osztályba sorolták, amelyeknek tagjai az első ciklusban két, négy, illetve hat évig tartó mandátumot szereztek, így biztosítva, hogy onnantól kezdve a kétévente a szenátorok egyharmada frissüljön. Butler a második osztályba került, így mandátuma 1789. március 3-tól 1793. március 3-ig, négy évre szólt. 1792-ben újraválasztották, azonban 1796. október 25-én lemondott. Amikor John E. Colhoun, Dél-Karolina másik szenátora 1802-ben elhunyt, Butlert választották a helyére, aki így 1802. november 4-től 1804. november 21-i lemondásáig újra képviselte államát a Szenátusban.
1822. február 15-én, Philadelphiában hunyt el, ott is temették el.